# Józef Flawiusz

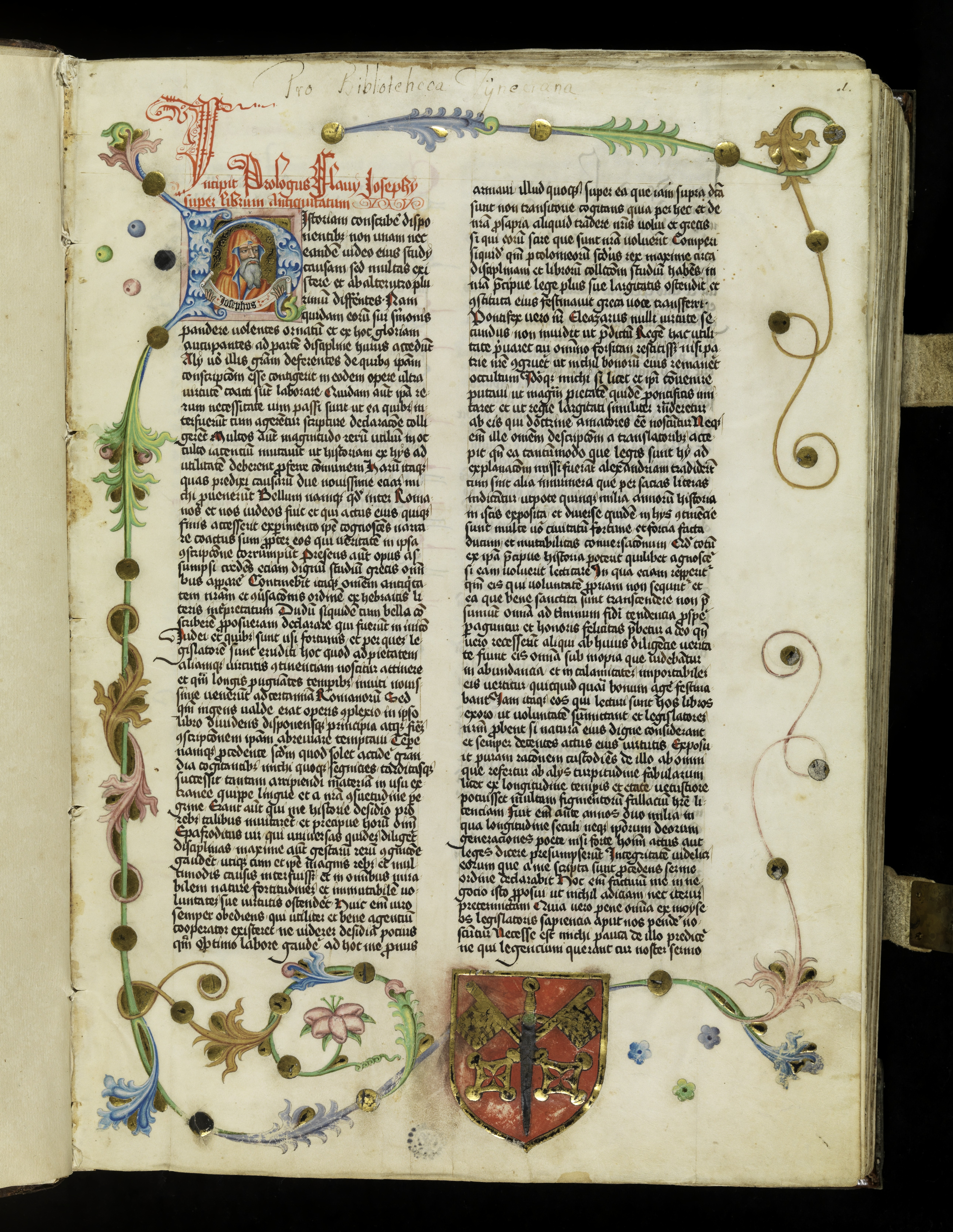
Karta 1 Dzieł Flawiusza, 1466, manuskrypt wykonany w klasztorze tynieckim, obecnie w zbiorach Biblioteki Narodowej

Józef Flawiusz (hebr. ‏Josef ben Matatia‎, stgr. ᾿Ιώσηπος Φλαύιος, łac. Titus Flavius Iosephus, ur. 37, zm. po 94) – żydowski historyk pochodzący z rodu kapłańskiego – z klasy Joariba, pierwszej klasy kapłańskiej w Izraelu. Był synem Mattiasa syna Józefa, jerozolimskiego kapłana. Jego pradziad, Mattias Garbaty (ur. 135 p.n.e.), był po kądzieli wnukiem Jonatana Machabeusza.

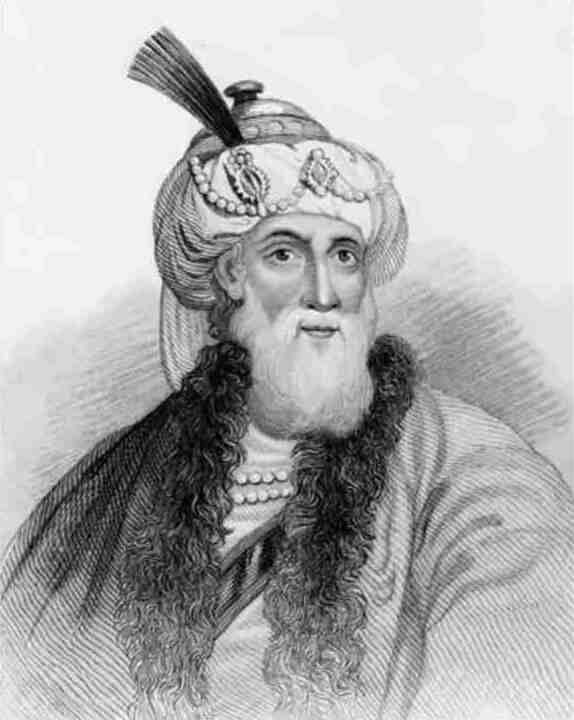
Józef Flawiusz

Urodził się w Jerozolimie w 37 roku, a w roku 64 przybył do Rzymu, gdzie przebywał trzy lata. Do kraju powrócił w roku 66, w czasie gdy wybuchło powstanie żydowskie przeciwko Rzymianom. Flawiusz przyłączył się do powstania, objął dowództwo nad powstańcami w Galilei, a w roku 67 dostał się do niewoli. Po dwóch latach uwolnił go Wespazjan, który jako jego nowy patron nadał mu nazwisko Flavius, obdarzając go również obywatelstwem rzymskim. Józef poświęcił się wówczas całkowicie pracy literackiej. Hieronim ze Strydonu nazwał go „greckim Liwiuszem”. Jego zagorzałym przeciwnikiem politycznym był inny historyk żydowski, Justus z Tyberiady, z którym Józef polemizuje w swojej Autobiografii (7 – 74). Data jego śmierci nie jest znana, wiadomo jednak, że żył jeszcze w 94 roku. Był trzykrotnie żonaty i doczekał się dwóch synów − Justusa i Symonidesa.
Zenon Kosidowski tak charakteryzuje tę postać: „Józef Flawiusz to postać fascynująca i zarazem enigmatyczna (...) Jego psychika była tak zawiła i znaczona paradoksalnymi sprzecznościami, że do dnia dzisiejszego nikt właściwie nie zdołał jej rozszyfrować do końca, a opinie wydawane o nim przez kolejne pokolenia historyków wahają się od najwyższych pochwał aż do pomawiania go o najszpetniejsze bezeceństwa”.

## Dzieła Flawiusza
- Ἰουδαϊκὴ ἀρχαιολογία (Iudaike archaiologia – Dawne dzieje Izraela, znane też pod tytułem Starożytności żydowskie – Antiquitates Iudaicae)[6]
- Περὶ τοῦ Ἰουδαϊκοῦ πολέμου (Peri tu Iudaiku polemu – Wojna żydowska)
- Πρὸς Ἀπίωνα (Pros Apiona – Przeciw Apionowi)
- Βίος (Bios – Autobiografia)
- O wszechświecie (inne tytuły: O przyczynie wszechświata, O istocie wszechrzeczy) – autorstwo wątpliwe. Focjusz omawiający ten traktat jako napisany przez Józefa, informuje, że z marginesowych zapisków wynika, iż autorem jest Gajusz, kapłan z Rzymu (II/III w.)[7][8]

## Wkład Flawiusza w rozwój religii
Józef Flawiusz jako jeden z pierwszych dokonał podziału 22 poleceń relacji Mojżesza na dziesięć przykazań, tworząc pierwszą wersję Dekalogu: „Pierwsze słowo poucza nas, że Bóg jest jeden i że tylko Jemu należy oddawać cześć. Drugie zabrania nam czynić wizerunków jakichkolwiek żywych stworzeń dla oddawania im czci. Trzecie nakazuje, byśmy nigdy nie przysięgali na Boga w błahej sprawie, czwarte – byśmy święcili każdy siódmy dzień powstrzymując się od wszelkiej pracy, piąte – byśmy szanowali rodziców, szóste zabrania nam morderstwa, siódme – cudzołóstwa, ósme – kradzieży, dziewiąte – dawania fałszywego świadectwa, a dziesiąte nakazuje, byśmy nie pożądali żadnej rzeczy, która należy do innego człowieka”.
W dziele Dawne dzieje Izraela, w przypisywanym mu przez Euzebiusza, lecz mocno wątpliwym fragmencie Testimonium Flavianum wspominać ma o postaci zwanej Jezus, żyjącej za czasów Heroda Antypasa. Tutaj Flawiusz również wspomina o Janie Chrzcicielu, który „...nie chrzcił ludzi dla oczyszczenia ducha, lecz dla oczyszczenia ciała; dusza już przez wcześniejsze sprawiedliwe życie była odgrzeszona”.

## Pochodzenie Józefa Flawiusza
W moim jednak wypadku przodkowie byli nie tylko kapłanami, ale jeszcze należeli do pierwszej z dwudziestu czterech klas — co samo w sobie już jest niemałym wyróżnieniem, i do najznakomitszego z tworzących ją rodów. Ze strony matki łączą mnie nawet więzy krwi z domem królewskim, gdyż potomkowie Asamonajosa, z którymi jest ona spokrewniona, byli przez bardzo długi czas arcykapłanami i królami naszego narodu. A oto mój rodowód. Moim praprzodkiem był Szymon o przydomku Jąkała. Urodził się w czasie, kiedy godność arcykapłańską piastował syn arcykapłana Szymona, Hirkan, który pierwszy spośród mężów sprawujących ten urząd nosił takie imię. Szymon Jąkała miał dziewięcioro dzieci, a jednym z nich był Mattias, zwany synem Efajosa. Ten zaś poślubił córkę arcykapłana Jonatesa, który pierwszy z potomków Asamonajosa dostąpił godności arcykapłańskiej, i był bratem Szymona, który również piastował to stanowisko. Owemu Mattiasowi urodził się w pierwszym roku rządów Hirkana syn Mattias, przezwany Garbusem, temu znów w dziewiątym roku władztwa Aleksandry — Józef, a Józefowi w dziesiątym roku sprawowania władzy przez Archelaosa – Mattias, który został moim ojcem w pierwszym roku panowania cezara Gajusza. Ja natomiast mam trzech synów: najstarszy Hirkan przyszedł na świat w czwartym, Justus w siódmym i Agryppa w dziewiątym roku rządów cezara Wespazjana.

### Polskie przekłady
- Dawne dzieje Izraela, tłum. Zygmunt Kubiak, Jan Radożycki, Oficyna Wydawnicza "Rytm", Warszawa 2001, ISBN 83-88794-46-9.
- Dzieje wojny żydowskiej przeciwko Rzymianom, przeł. Andrzej Niemojewski, Wydawnictwo Armoryka, Sandomierz 2008 (wznowienie edycji z 1906 r.), ISBN 978-83-60276-91-4.
- Wojna żydowska, z języka greckiego przeł. oraz wstępem i komentarzem opatrzył Jan Radożycki, Oficyna Wydawnicza "Rytm", Warszawa 1992 (wyd. II), ISBN 83-85249-09-5.
- Przeciw Apionowi ; Autobiografia, Warszawa: Oficyna Wydawnicza "Rytm", 2010 r.

### Opracowania
- Mireille Hadas-Lebel, Józef Flawiusz. Żyd rzymski, Jan Radożycki (tłum.), Warszawa: „Volumen”, 1997, ISBN 83-86857-44-7, OCLC 830281408. Brak numerów stron w książce
- Matyszak, Philip, Wrogowie Rzymu, przeł. Urszula Ruzik-Kulińska, Dom Wydawniczy "Bellona", Warszawa 2007, s. 167−179, ISBN 978-83-11-10678-9.